# Ангельєв Дмитро Дмитрович
Дмитро Дмитрович Ангельєв (нар. 27 лютого 1918, місто Маріуполь, тепер Донецької області — загинув 8 жовтня 1985, Сальський район Ростовської області, тепер Російська Федерація) — радянський діяч, директор зернорадгоспу «Гігант» Сальського району Ростовської області. Кандидат у члени ЦК КПРС у 1966—1971 роках. Депутат Верховної Ради Російської РФСР 6—11-го скликань (у 1963—1985 роках). Кандидат сільськогосподарських наук. Герой Соціалістичної Праці (17.01.1979).

## Життєпис
Народився в родині вчителя.
У 1942 році закінчив Азово-Чорноморський сільськогосподарський інститут, за фахом агроном-рослинник.
У 1942—1950 роках — старший агроном, директор молоко-м'ясорадгоспів у Красноярському і Алтайському краях. У 1944 році навчався в Москві на курсах керівників радгоспів.
Член ВКП(б) з 1947 року.
У 1950—1955 роках — заступник директора, директор Алтайського зернового тресту.
У 1955 році — заступник начальника Алтайського крайового управління радгоспів.
20 листопада 1955 — 8 жовтня 1985 року — директор зернорадгоспу «Гігант» Сальського району Ростовської області.
Указом Президії Верховної Ради СРСР від 17 січня 1979 року за великі успіхи, досягнуті в збільшенні виробництва і продажу державі зерна та інших сільськогосподарських продуктів, Ангельєву Дмитру Дмитровичу присвоєно звання Героя Соціалістичної Праці з врученням ордена Леніна і золотої медалі «Серп і Молот».
Загинув автомобільній катастрофі 8 жовтня 1985 року. Похований в селищі Гігант Сальського району Ростовської області.

## Нагороди і звання
- Герой Соціалістичної Праці (17.01.1979)
- три ордени Леніна (11.01.1957, 7.12.1973, 17.01.1979)
- орден Жовтневої Революції (8.04.1971)
- орден Трудового Червоного Прапора (25.05.1947)
- орден «Знак Пошани» (23.06.1966)
- медаль «За трудову доблесть» (25.12.1959)
- медалі